# Szélesszárnyú aranybagoly
A szélesszárnyú aranybagoly (Polychrysia moneta)  a rovarok (Insecta) osztályának a lepkék (Lepidoptera) rendjéhez, ezen belül a bagolylepkefélék (Noctuidae) családjához tartozó faj.

## Elterjedése
Észak-Spanyolországban,  Dél-Franciaországban, az Alpok déli oldalán, a Balkánon (Macedónia, Bulgária, Románia), majd tovább egyenesen az Ukrajnából a középső Uralig és a Bajkál-tóig gyakori. Megfigyelték még Törökország, Örményország , Azerbajdzsán területén és Irán északi részén. Északon a Brit-szigeteken, Észak-Írországban, Skandináviában (kivéve a legészakibb részeket), Észak-Finnországban, de túl az északi sarkkörön, Észak-Oroszországban az Ural-hegységben is előfordult. A faj előnyben részesíti a lombhullató erdőket, parkokat, kerteket.

## Megjelenése
- lepke: 40–45 mm szárnyfesztávolságú, első szárnyai rezes aranysárga színűek, sárgás-barnás jellegzetes, sötét erekkel, rajtuk ezüst folt vastag kerettel, és ennek az alakja nagyjából a nullára hasonlít. A hátsó szárnyak barnásszürkék.
- pete: gömbölyű, kissé lapított
- hernyó: 35 milliméter hosszú, a korai szakaszban sötétzöld, fekete pöttyökkel. A kifejlett hernyó világoszöld színű, fehér pöttyökkel.

## Életmódja
- nemzedék:  egy évben egy nemzedéke van, de egyes esetekben a részleges második generációja is lehet, az első május közepén a július elején, a második augusztustól szeptemberig rajzik, a második nemzedék nem jelentkezik minden évben.
- hernyók tápnövényei:  sisakvirágfélék: Katika-sisakvirág (Aconitum napellus), karcsú sisakvirág (Aconitum variegatum), farkasölő sisakvirág (Aconitum lycoctonum), ritkábban a sarkantyúfű (Delphinium), a kerti szarkaláb (Delphinium cultorum) és az európai zergeboglár (Trollius europaeus L.)

## Fordítás
- Ez a szócikk részben vagy egészben  az   Eisenhut-Goldeule című német Wikipédia-szócikk fordításán alapul.  Az eredeti cikk szerkesztőit annak laptörténete sorolja fel. Ez a jelzés csupán a megfogalmazás eredetét és a szerzői jogokat jelzi, nem szolgál a cikkben szereplő információk forrásmegjelöléseként.